# My My My!
"My My My!" é uma canção do cantor australiano Troye Sivan, gravada para seu segundo álbum de estúdio Bloom (2018). A canção foi lançada em 11 de janeiro de 2018 pela Universal Music como primeiro single do álbum. Composta por Sivan, Brett McLaughlin, Oscar Görres e James Alan Ghaleb, a faixa tem produção de Saul Germaine; seu vídeo musical, dirigido por Grant Singer, foi lançado no mesmo dia na plataforma Vevo.

## Desempenho nas paradas musicais

### Posições
| Tabela musical (2018)             | Melhor posição |
| --------------------------------- | -------------- |
| Alemanha (Official German Charts) | 87             |
| Bélgica (Ultratip Flanders)       | 14             |
| Bélgica (Ultratip Wallonia)       | 33             |
| Escócia (Official Charts Company) | 77             |
| Nova Zelândia (Recorded Music NZ) | 25             |
| Países Baixos (Single Top 100)    | 79             |
| Suécia (Sverigetopplistan)        | 65             |